# Fany Lecourtois
Fany Lecourtois, née le 12 juillet 1973 à La Trinité-du-Mont, est une coureuse cycliste française.

## Biographie
Fany Lecourtois est originaire de La Trinité-du-Mont, elle a été formée au club cycliste de Lillebonne dans le même canton. Elle obtient deux médailles d'argent au championnat de France sur route (contre-la-montre en 1996 et course en ligne en 1998), et monte sur la troisième marche d'une épreuve de Coupe du monde 2000, à la Flèche wallonne féminine en Belgique. Elle est aussi montée sur le podium de la grande course italienne Trofeo Alfredo Binda-Comune di Cittiglio et cela à deux reprises, victoire en 1999 et troisième place en l'an 2000.
Le 24 septembre 2011, Fany Lecourtois participe à l'inauguration de la salle sportive de La Trinité-du-Mont qui porte son nom, tout comme la course cycliste organisé en 2012 par les habitants de sa commune d'origine.

## Palmarès
- 1994
  - Tour d'Armor
- 1995
  - 2e du Tour de la Drôme
- 1996
  - 3e du championnat de France du contre-la-montre
- 1998
  - 3e du championnat de France sur route
- 1999
  - Trofeo Alfredo Binda-Comune di Cittiglio
- 2000
  - 2e de la Ronde d’Aquitaine
  - 3e de la Flèche wallonne féminine
  - 3e du Trofeo Alfredo Binda-Comune di Cittiglio
  - 3e du Emakumeen Euskal Bira
  - 3e du Route Féminine Du Vignoble Nantais
- 2001
  - 2e étape de la Vuelta Castilla y Leon